# شيرمان بلاغ
شيرمان بلاغ هي بلدة في مقاطعة بلاغباشي في ولاية أنديجان في أوزبكستان.